# Gregory Poirier
Gregory Stephen Poirier (Kula, 19 maggio 1961) è uno sceneggiatore, regista, produttore televisivo e cinematografico statunitense.

## Biografia
Nato alle Hawaii, dove ha studiato alla Maui Academy of Performing Arts, inizia la propria carriera verso la metà degli anni novanta. Nel 1997 collabora con John Singleton per il film Rosewood, per cui vince il Paul Selvin Honorary Award insignito dalla Writers Guild of America.
Negli anni seguenti scrive le sceneggiature per film come Il re leone II - Il regno di Simba, Gossip, Il risveglio del tuono, Il mistero delle pagine perdute. Nel 2011 scrive e dirige la commedia I gattoni.
Poirier è creatore, produttore esecutivo e sceneggiatore della serie televisiva Missing, con protagonista Ashley Judd, che va' in onda sulla ABC dal marzo 2012.

## Filmografia

### Sceneggiatore
- The Stranger, regia di Fritz Kiersch (1995)
- Rosewood, regia di John Singleton (1997)
- Il re leone II - Il regno di Simba (The Lion King II: Simba's Pride), regia di Darrell Rooney e Rob LaDuca (1998)
- Gossip, regia di Davis Guggenheim (2000)
- Spot - Supercane anticrimine (See Spot Run), regia di John Whitesell (2001)
- I gattoni (Tomcats), regia di Gregory Poirier (2001)
- Il risveglio del tuono (A Sound of Thunder), regia di Peter Hyams (2005)
- Il mistero delle pagine perdute (National Treasure: Book of Secrets), regia di Jon Turteltaub (2007) - soggetto
- Operazione Spy Sitter (The Spy Next Door), regia di Brian Levant (2010)
- Missing – serie TV (2012- in corso)

### Regista
- I gattoni (Tomcats) (2001)